# Paramignya citrifolia
Espèce
Paramignya citrifolia ou Paramignya scandens est une espèce de plantes à fleurs du genre Paramignya (famille des Rutaceae) originaire du nord de l'Inde, de Birmanie, Thaïlande, Malaisie, Sri Lanka et Bangladesh.

## Taxonomie
Ninh The Son dans ses Notes sur le genre Paramignya (2017) rappelle que seules 5 espèces ont été étudiées en phytochimie et en biologie (P. trimera (Oliv.) Burkill, P. scandens Craib, P. griﬃthii Hook.f., P. monophylla Wight et P. lobata Burkill) et que P. citrifolia est une des 22 espèces classées non résolues à un niveau de confiance faible.
La taxonomie est débattue. U.C. Riverside admet une synonymie restreinte: Paramignya scandens (Griff.) Craib, (1926). Citrus scandens Griff.(1854); Paramignya citrifolia Oliv.; P. griffithii Hook.(1875); Atalantia griffithii Guill. (1910) et refuse Limonia citrifolia Roxb.(1861). La synonymie avec Limonia oblonga Wall. est parfois donnée, cette plante - en français le limonellier à feuille de citronnier - est rapproché du Glycosme à feuilles de Citronnier (Glycosma citrifolia Lindl.) arbuste originaire de la Chine. Les genres Atalantia ou Paramignya ont toujours été difficiles à distinguer, malgré les simplification d'André Guillaumin un troisième genre Liminia est retenu avec la synonymie Limonia citrifolia Roxb. très fréquente et ancienne,,.
Les occurrences des 3 noms d'espèces dans le moteur de recherche Google (2022) sont majoritairement en faveur de Paramignya scandens (2560), Paramignya griffithii (412) et Paramignya citrifolia (182).

### Phylogénie
Paramignya lobata et Paramignya scandens sont classés proches dans la phylogénie des Rustaceae de Thomas Schwartz (2010), qui remarque une proximité maximale avec Burkillanthus («Cette relation entre Burkillanthus et Paramignya scandens était la seule à apparaître de manière cohérente»).

### Noms communs
En Malaisie: mecanduk, susuh ayam, Malaisie péninsulaire: panak rimba. en Thaîlande : chaang ngaa dieo (Chanthaburi), naam khaa bai (Prachuap Khiri Khan), duei kai (Satun), au Viet Nam: xaso leoxaso leo.

## Morphologie

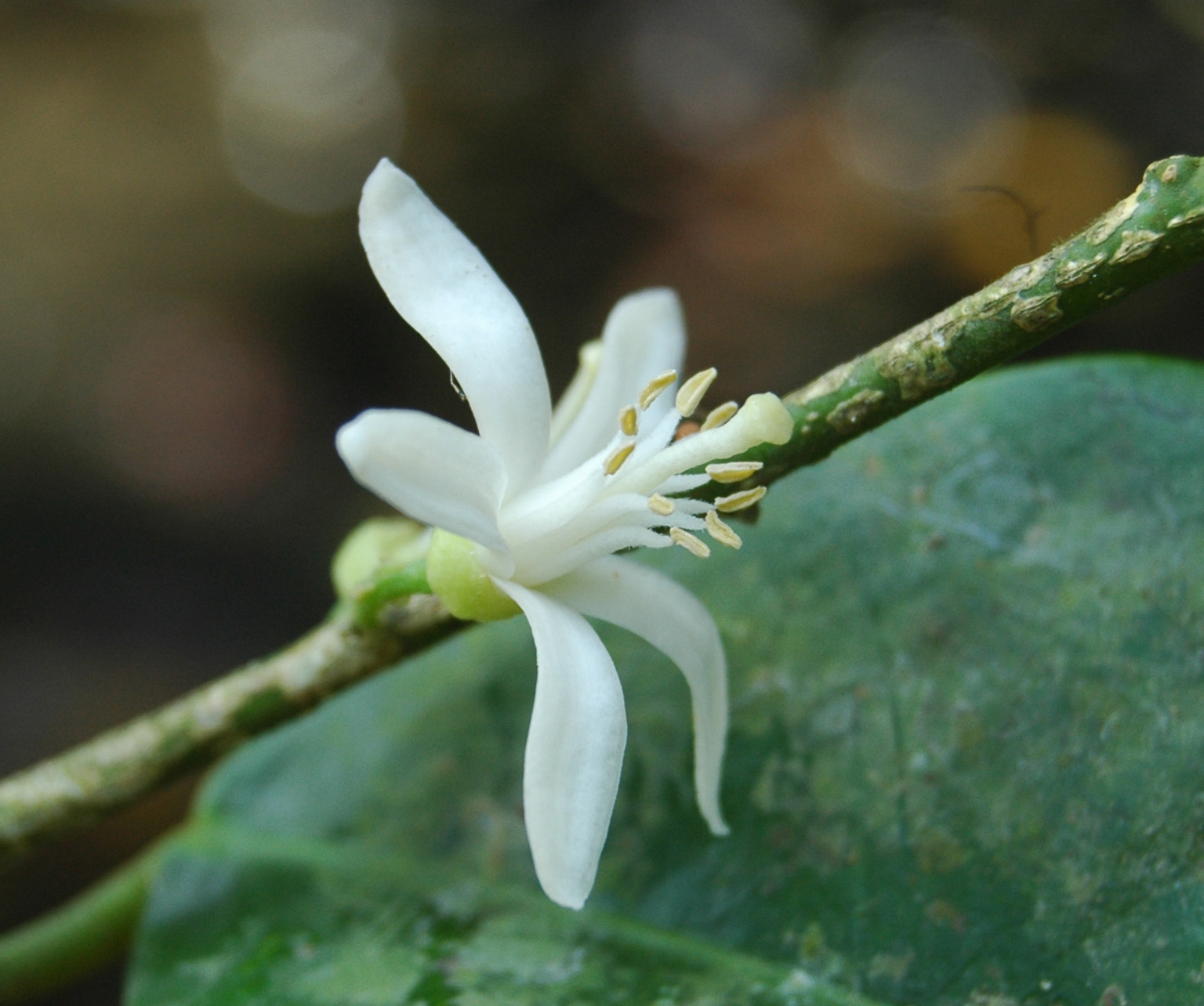
Fleur.

C'est un arbuste grimpant avec des épines plus petites sur les brindilles. Les fleurs sont blanches, à pétales verdâtres à l'extérieur, avec un parfum suave. Les feuilles sont simples, lancéolées, à limbe long de 9 à 13 cm et large de 3,5 à 5,5 cm, à pétioles de 9 à 15 mm de long. Les fleurs sont seules ou par deux à l'aisselle des feuilles, longues de 18 à 23 mm à petites bractées près de la base, pubescentes comme les pétioles. Les pétales sont en forme de lanière de 18 à 20 mm. Les fruits sont ovoïdes de 25 à 30 mm, pointus à l'apex, arrondis à la base.

## Utilisation
La décoction de racine est signalée comme tonique et aiderait à supporter le froid, elle soulague les douleurs abdominales après accouchement (Malaisie). Une lotion ou une décoction de la plante entière s'utilise pour traiter la syphilis.